# Rosa ecae
Rosa ecae là loài thực vật có hoa trong họ Hoa hồng. Loài này được Aitch. miêu tả khoa học đầu tiên năm 1880.